# Segretariato generale del Consiglio dell'Unione europea
Il Segretariato generale del Consiglio dell'Unione europea (noto anche come Segretariato del Consiglio) è l'organismo dell'Unione europea che assiste i lavori del Consiglio dell'Unione europea e del Consiglio europeo. È guidato da un segretario generale, la francese Thérèse Blanchet dal 1º novembre 2022.

## Storia
Al primo incontro del Consiglio speciale dei ministri della Comunità europea del carbone e dell'acciaio il 9 settembre 1952 venne deciso di dotare il Consiglio di un segretariato permanente, con funzioni amministrative e logistiche. Nel 1954 il segretariato venne organizzato in quattro divisioni (affari amministrativi, affari legali, affari finanziari generali, commercio estero) e gli venne assegnata la gestione della corrispondenza indirizzata alla presidenza del Consiglio.
I Trattati di Roma del 1957 non prevedevano l'istituzione di segretariati dei Consigli della CEE e della CEEA. Alla prima riunione dei due Consigli il 25 gennaio 1958 si stabilì di creare un unico segretariato per i Consigli delle tre Comunità europee, guidato dal segretario generale del Consiglio della CECA già in carica. Il segretariato venne collocato a Bruxelles, anche se fino al 1967 mantenne una sezione anche a Lussemburgo. Con l'entrata in vigore del Trattato di fusione nel 1967 il segretariato generale dei Consigli venne rinominato "segretariato generale del Consiglio delle Comunità europee".
Nel primo periodo della sua attività il segretariato del Consiglio mantenne funzioni prevalentemente amministrative e logistiche. Progressivamente aumentò però anche il proprio ruolo di consulenza ed assistenza della presidenza di turno del Consiglio e la sua funzione di assicurare coordinamento e continuità ai lavori del Consiglio. Il vertice del Consiglio delle Comunità europee del 26 settembre 1980 riconobbe il rafforzamento del ruolo del segretariato e nominò segretario generale Niels Ersbøll, che negli anni seguenti aumentò ulteriormente l'influenza del segretariato.
Il Trattato di Maastricht del 1992 ha dato pieno riconoscimento giuridico al ruolo del segretariato, che da allora è previsto esplicitamente dal Trattato sull'Unione europea. Il segretariato venne rinominato "segretariato generale del Consiglio dell'Unione europea". Gli vennero assegnate nuove funzioni, soprattutto nel campo della politica estera e di sicurezza comune e della cooperazione in materia di giustizia e affari interni, che erano domini sottratti al controllo della Commissione e del Parlamento. In questi ambiti il segretariato assunse sostanzialmente il ruolo di sottoporre bozze e proposte alla presidenza di turno. Il Trattato di Maastricht incorporò nel segretariato del Consiglio anche il segretariato della Cooperazione politica europea, istituito dall'Atto unico europeo e formatosi del 1987.
Il Trattato di Amsterdam del 1997 sottrasse al Consiglio parte della sua competenza esclusiva in ambito di cooperazione in materia di giustizia e affari interni, lasciando però intatte le sue competenze in materia di cooperazione giudiziaria e di polizia in questioni criminali. Il Trattato di Amsterdam incorporò inoltre nel segretariato del Consiglio il segretariato creato dagli Accordi di Schengen. Il segretario generale del Consiglio venne nominato Alto rappresentante per la politica estera e di sicurezza comune dell'Unione europea e venne affiancato da un vice segretario generale. il segretariato del Consiglio assorbì pure le funzioni e le competenze del segretariato dell'Unione europea occidentale. Il Trattato di Amsterdam creò un'unità di pianificazione politica e di allerta rapida (PPEWU/UPPAR) e nel 2001 venne istituito anche lo stato maggiore dell'Unione europea (EUMS/EMUE).
Nel marzo 1999 il gruppo di lavoro creato dal segretariato del Consiglio per studiare il funzionamento del Consiglio in vista dell'allargamento dell'Unione europea pubblicò la sua relazione, nota come "relazione Trumpf-Piris". Parte dei suggerimenti inseriti in quella relazione venne recepita dal vertice del Consiglio europeo di Helsinki del dicembre 1999, che decise di rafforzare il segretariato generale. Il segretariato venne associato in maniera stretta e continua ai lavori di programmazione e coordinamento dell'attività del Consiglio e all'assicurazione della coerenza dei lavori del Consiglio e venne incoraggiato a svolgere un ruolo più attivo di assistenza alla presidenza di turno e nei negoziati. Le decisioni del Consiglio europeo vennero poi trasposte nel regolamento interno del Consiglio dell'Unione europea.
Con l'entrata in vigore del Trattato di Lisbona, i servizi diplomatici del segretariato sono stati incorporati nel Servizio europeo per l'azione esterna.

## Poteri e funzioni
Il segretariato svolge una serie importante di funzioni organizzative e logistiche. È responsabile dell'organizzazione dei lavori e delle riunioni del Consiglio dell'Unione europea nelle sue varie formazioni e degli altri comitati e gruppi di lavoro attivi all'interno del Consiglio. Si occupa della collocazione delle riunioni, dei servizi di traduzione ed interpretariato, della redazione dei verbali e dell'archiviazione dei documenti.
Oltre alle funzioni organizzative, il segretariato svolge anche importanti funzioni di assistenza ai lavori del Consiglio e all'attività della sua presidenza di turno, assicurandone la coerenza e curando la realizzazione del suo programma e svolgendo così un ruolo importante di coordinamento tra i vari semestri di presidenza di turno. Il segretariato offre inoltre consulenza giuridica.
Il segretariato assiste anche le conferenze intergovernative dell'Unione europea, occupandosi degli aspetti organizzativi ma anche fornendo consulenza giuridica e facilitando lo svolgimento dei negoziati.

## Organizzazione
Il segretariato generale è organizzato in otto direzioni generali:
- DG A : personale e amministrazione;
- DG B : agricoltura e pesca;
- DG C : competitività, energia, trasporti e società dell'informazione;
- DG E : relazioni economiche esterne;
- DG F : stampa, comunicazione e protocollo;
- DG G : affari economici e sociali;
- DG H : giustizia e affari interni;
- DG I : protezione dell'ambiente e dei consumatori, protezione civile, salute, alimentazione, educazione, gioventù e cultura.

Tranne le direzioni generali A e F, che hanno funzioni logistiche e di gestione del segretariato stesso, le altre direzioni generali hanno compiti settoriali e riprendono all'incirca le formazioni in cui si riunisce il Consiglio. Fino al 2002 le direzioni generali erano dieci, poi le direzioni D e J vennero fuse con altre.
Il segretariato comprende anche dei servizi comuni:
- direzione delle questioni politiche generali;
- servizio giuridico;
- vari servizi di carattere tecnico e di gestione interna.

Prima dell'istituzione del Servizio europeo per l'azione esterna, il segretariato comprendeva anche:
- unità di pianificazione della politica e di allerta rapida (PPEWU/UPPAR);
- stato maggiore dell'Unione europea (EUMS/EMUE);
- joint situation centre (SitCen)[5];
- centro di comunicazioni (ComCen).

## Sede
Il segretariato del Consiglio ha sede a Bruxelles, nel palazzo Justus Lipsius.